# Fränzli Waser

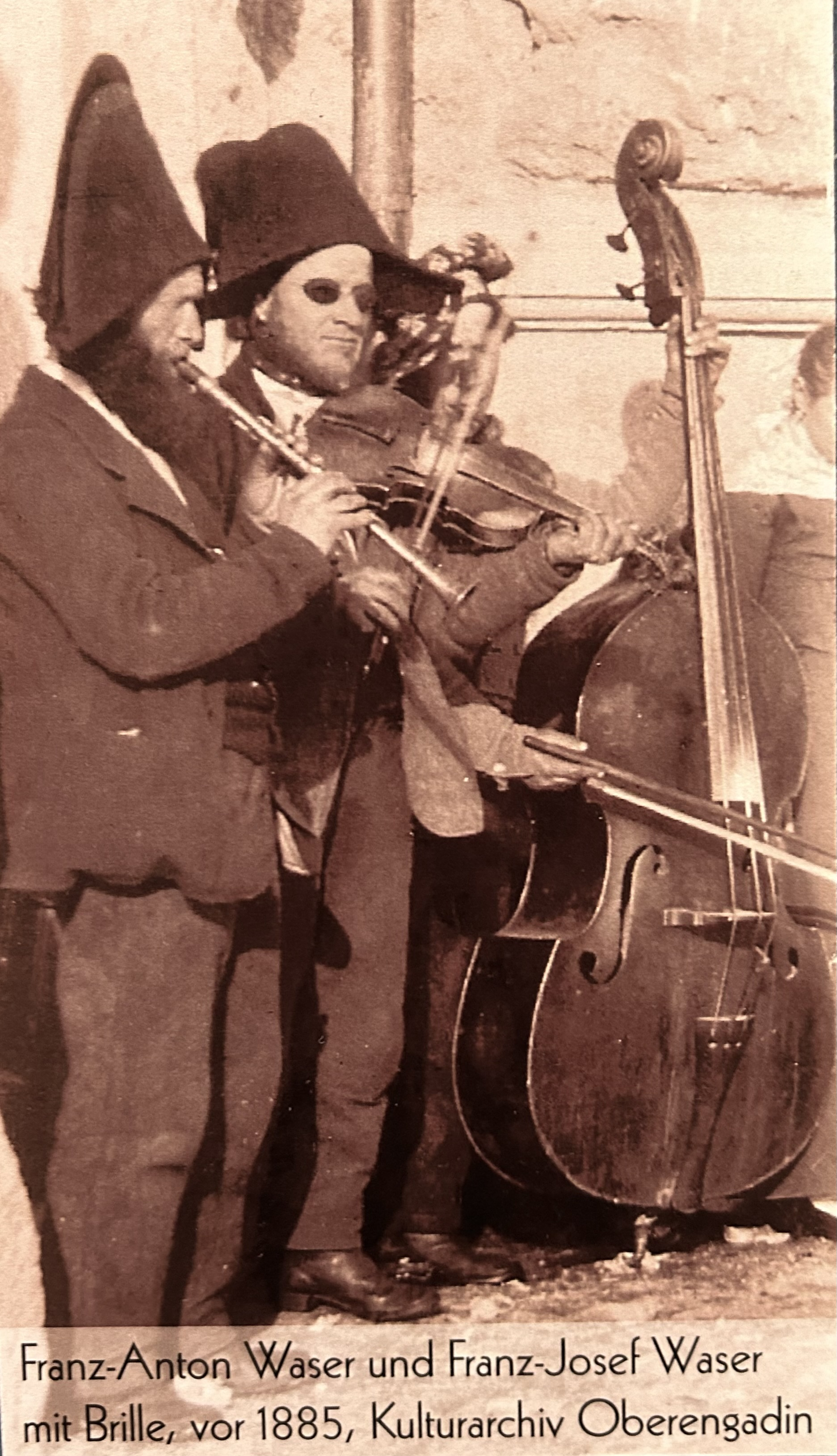
Fränzli Waser (2. v.l.)

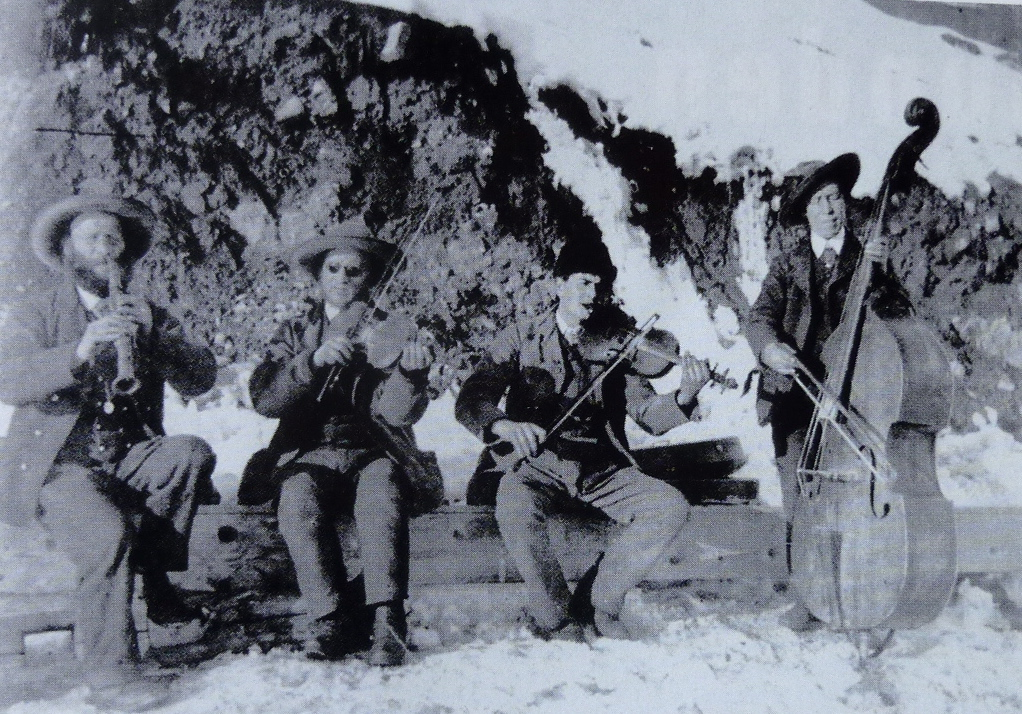
Kapelle Fränzli Waser

Franz Waser (* 1858 Tschlin; † 24. Dezember 1895) war ein jenischer Geigenspieler aus dem Schweizer Kanton Graubünden. 
Seine Vorfahren waren in der ersten Hälfte des 19. Jahrhunderts aus der Zentralschweiz über das Bündner Oberland ins Engadin zugewandert. Fränzli, wie man ihn wegen seiner geringen Körpergrösse nannte, war von Geburt an blind. Da er auf dem Bauernhof kaum mitarbeiten konnte, widmete er sich dem Geigenspiel, das er bald virtuos beherrschte. Wahrscheinlich besass er das Absolute Gehör.
Als Schuljunge spielte er in einem Kurhotel in St. Moritz auf. Eine Baronin nahm ihn zu einer musikalischen Ausbildung nach Mailand. Den Jungen plagte jedoch das Heimweh, und er kehrte nach Tschlin zurück. 
Seine Stammformation, die Original-Fränzli-Musig bestand neben seinem Bruder Franz Anton Waser an der Klarinette, aus Seppli Vegn am Kontrabass und dem Geiger Hans Martin Neuhäusler, einem Klarinettisten, einem Trompeter, einem Bassgeiger und dem Kapellmeister als Geiger. 
Fränzli Waser prägte einen eigenen Stil des schweizerischen Ländlers, der heute unter dem Namen Fränzli-Musik meist als bündnerische Spezialität wahrgenommen wird. Ob Waser selber auch komponierte oder ob Stücke anderer Komponisten nachgespielt wurden, ist nicht bekannt. Sie spielten nicht für die Kurgäste, sondern unterhielten für 10 Franken in St. Moritz-Bad pro Nacht die Kutscher und Fuhrleute, was damals ein beachtlicher Lohn war.
Fränzli Waser liess sich im Weiler Chaflur oberhalb von Strada nieder. Nach einer erfolgreichen musikalischen Karriere verstarb Franz Waser im Alter von 37 Jahren an den Folgen eines Hufschlages durch ein Pferd. Fränzlis Brüder und seine Nachkommen spielten danach als Fränzlis noch bis in die 1930er Jahre in verschiedenen Formationen die überlieferten Tänze weiter.
Die Tradition von Fränzli Waser wird heute von den 1982 von Men Steiner gegründeten Gruppe Ils Fränzlis da Tschlin weiter gepflegt.